# San Benito (Philippines)
Pour les articles homonymes, voir San Benito.
San Benito est une localité de la province de Surigao du Nord, aux Philippines. En 2015, elle compte 5 404 habitants.